# Antigius attilia
Antigius attilia is een vlinder uit de familie van de Lycaenidae. De wetenschappelijke naam van de soort werd als Thecla attilia in 1861 gepubliceerd door Otto Bremer.

## Synoniemen
- Zephyrus neoattilia Sugitani, 1919
- Zephyrus sayamaensis Watari, 1936
- Zephyrus sagamiensis Kyuzaki, 1938

## Ondersoorten
- Antigius attilia attilia
- Antigius attilia atilla (Oberthür, 1914)
  - Zephyrus attilia atilla Oberthür, 1914
- Antigius attilia tropicanus Fujioka, 1993
- Antigius attilia yamanakashoji Fujioka, 1993
- Antigius attilia obsoletus (Takeuchi, 1929)
  - Zephyrus attilia obsoletus Takeuchi, 1929